# Five for Fighting
Vladimir John Ondrasik III (Los Angeles, California, 1965. január 7. –) művésznevén Five for Fighting amerikai énekes, dalszerző, zongorista, zenei producer és filantróp. Hasonlóan, mint Elton John, Billy Joel és Daniel Powter, John Ondrasik is zongorán játszva adja elő dalait. A "Five for Fighting" kifejezést a jéghokiban használják, amikor kiállítanak valakit erőszakos viselkedésért 5 percre. Elmondása szerint ezt könnyebb megjegyezni, mint a nevét.

## Életpályája

### Korai évek
Amerikai zenész család sarjaként nőtt fel. Gyermekkorában zongorázni tanult, majd tinédzser korában megtanult gitározni, és ekkor kezdett zenéket írni. Miután opera darabokat próbált megtanulni, hamar rádöbbent, hogy inkább énekes-dalszerző szeretne lenni. Egyetemi tanulmányait a Kaliforniai Egyetemen (UCLA), Los Angelesben folytatta, majd diplomát szerzett alkalmazott tudományok és matematika szakon, a szabad idejét sokszor zenével töltötte ki.

### Karrier
A zenész első nagylemeze 1997-ben jelent meg Message for Albert címmel, melynek az EMI volt a kiadója. A Capitol Records újból kiadta ezt a lemezt a sikeres America Town nagylemez után.
2000-ben a Columbia Recordshoz szerződött, és kiadták az America Town című nagylemezt 2000. szeptember 26-án. Az album nem lett túl sikeres, de a "Superman (It's Not Easy)" című dal a 2001. szeptember 11-ei terrortámadások egyik himnuszává lett. A szerzeményt a "The Concert for New York City" című rendezvényen is előadta. Noha az America Town album csak az 50. lett a Billboard 200-as listán, a Superman által az eladások platinalemezzé tették az albumot.
A harmadik albuma The Battle for Everything néven jött ki, és a 20. helyet foglalta el a Billboard 200-as listán 2004 februárjában. Két évvel később 2006-ban jelent meg a Two Lights című korongja, amely az első Top 10-esbe bekerült, a nyolcadik helyet foglalta el a Billboard 200-as listán 2006 augusztusában. Az első kislemez, The Riddle lett Ondarisk karrierjének harmadik Top 40-es száma, a Billboard Hot 100-ban a 40. helyéig felkapaszkodva.
John írója és társírója volt más számoknak is különböző előadók CD lemezein. Ezen előadók között volt a Backstreet Boys és Josh Groban. Ondrasik filmzenéket és film betétdalokat is írt. Zenéi megszólalnak A szeretet szimfóniája, Katonák voltunk, Csodacsibe, Kis nagy hős, Jimmy Neutron kalandjai, A szív bajnokai című sorozatban és filmekben.
2008-ban John Ondrasik írt és felvett egy számot "Brothers in Arms" címmel, mely egy dokumentumfilm a Brothers at War betétdala lett. "A Brothers in Arms őszinte bepillantás enged az amerikai katonák életébe, és azok családjáéba. Két órával azután írtam, hogy láttam a filmet." - mondta Ondrasik. "A végeredmény, amit hallotok, a demo, amit aznap éjszaka vettem fel a nappalimban, amit egy olyan gitárrész kísért, amit Lee Holdridge alkotott."
2009 márciusában John bejelentette az ötödik stúdióalbumát, amely 2009. október 13-án jött ki a boltokba Slice címmel. 2009 májusában John a MySpace blogján rajongóinak közzétette, a közelgő album lehetséges címeit, és szavazásra bocsátotta a lehetségeseket, majd ennek alapján eldöntötte a végleges címet.
2013 szeptemberében jelent meg hatodik stúdióalbuma, a Bookmarks.

## Diszkográfia

### Stúdióalbumok
| Év                                                          | Album információ                                                                                              | Helyezések | Helyezések | Helyezések | Helyezések | Helyezések | Helyezések | Helyezések | Eladások       | Minősítések                 |
| Év                                                          | Album információ                                                                                              | USA        | USA Rock   | AUS        | IRE        | NOR        | NZL        | UK         | Eladások       | Minősítések                 |
| ----------------------------------------------------------- | --- | ---------- | ---------- | ---------- | ---------- | ---------- | ---------- | ---------- | -------------- | --------------------------- |
| 1997                                                        | Message for Albert - Megjelent: 1997. március 11. - Kiadó: EMI - Formátum: CD                                 | —          | —          | —          | —          | —          | —          | —          | —              | —                           |
| 2000                                                        | America Town - Megjelent: 2000. szeptember 26. - Kiadó: Aware, Columbia - Formátum: CD                        | 54         | —          | 30         | 72         | 20         | 24         | 169        | - USA: 966,000 | - USA: Platina - CAN: Arany |
| 2004                                                        | The Battle for Everything - Megjelent: 2004. február 3. - Kiadó: Aware, Columbia - Formátum: CD               | 20         | —          | 73         | —          | —          | —          | —          | - USA: 958,000 | - USA: Platina              |
| 2006                                                        | Two Lights - Megjelent: 2006. augusztus 1. - Kiadó: Aware, Columbia - Formátum: CD, digitális letöltés        | 8          | 3          | —          | —          | —          | —          | —          | - USA: 287,000 | —                           |
| 2009                                                        | Slice - Megjelent: 2009. október 13. - Kiadó: Aware, Wind-up - Formátum: CD, digital download                 | 34         | 15         | —          | —          | —          | —          | —          | —              | —                           |
| 2013                                                        | Bookmarks - Megjelent: 2013. szeptember 17. - Kiadó: Aware, Wind-up - Formátum: CD, digitális letöltés, vinyl | 54         | —          | —          | —          | —          | —          | —          | —              | —                           |
| "—" nem szerepelt listán, vagy nem jelent meg az országban. | |            |            |            |            |            |            |            |                |                             |

### Koncertalbumok
| Év   | Album információ |
| ---- | --- |
| 2007 | Rhapsody Originals - Megjelent: 2007. január 30. - Kiadó: Aware, Columbia - Formátum: Digitális letöltés                   |
| 2007 | Live Session EP: iTunes Exclusive - Megjelent: 2007. június 19. - Kiadó: Aware, Columbia - Formátum: Digitális letöltés    |
| 2007 | Back Country - Megjelent: 2007. október 30. - Kiadó: Aware, Columbia - Formátum: CD, DVD, digitális letöltés               |
| 2010 | Live in Boston (Live Nation Studios) - Megjelent: 2010. február 23. - Kiadó: Aware - Formátum: Digitális letöltés          |
| 2017 | Christmas Under the Stars - Megjelent: 2017. december 10. - Kiadó: (önállóan kiadva) - Formátum: CD, digitális letöltés    |
| 2018 | Live with String Quartet - Megjelent: 2018. október 12. - Kiadó: (önállóan kiadva) - Formátum: CD, DVD, digitális letöltés |

### Válogatások
| Év   | Album információ |
| ---- | --- |
| 2011 | Playlist: The Very Best of Five for Fighting - Megjelent: 2011. január 25. - Kiadó: Sony Legacy - Formátum: CD, digitális letöltés |
| 2011 | X2: America Town/The Battle for Everything - Megjelent: 2011. augusztus 29. - Kiadó: Sony - Formátum: CD                           |

### Kislemezek
| Év                                                          | Cím                                          | Helyezések | Helyezések | Helyezések | Helyezések | Helyezések | Helyezések | Helyezések | Helyezések | Helyezések | Helyezések | Minősítések                 | Album                     |
| Év                                                          | Cím                                          | USA        | USA Adult  | USA AC     | USA Pop    | AUS        | IRE        | NLD        | NZL        | NOR        | UK         | Minősítések                 | Album                     |
| ----------------------------------------------------------- | -------------------------------------------- | ---------- | ---------- | ---------- | ---------- | ---------- | ---------- | ---------- | ---------- | ---------- | ---------- | --------------------------- | ------------------------- |
| 2000                                                        | Easy Tonight                                 | —          | 26         | —          | —          | —          | —          | 88         | 24         | —          | —          | —                           | America Town              |
| 2001                                                        | Superman (It’s Not Easy)                     | 14         | 1          | 2          | 15         | 2          | 5          | 43         | 2          | 12         | 48         | - USA: Arany - AUS: Platina | America Town              |
| 2002                                                        | Easy Tonight (újrakiadás)                    | —          | 18         | —          | —          | —          | —          | —          | 20         | —          | —          | —                           | America Town              |
| 2002                                                        | America Town                                 | —          | —          | —          | —          | —          | —          | —          | —          | —          | —          | —                           | America Town              |
| 2003                                                        | Something About You                          | —          | —          | —          | —          | —          | —          | —          | —          | —          | —          | —                           | America Town              |
| 2003                                                        | 100 Years                                    | 28         | 3          | 1          | 40         | 32         | —          | —          | 32         | —          | —          | - USA: Platina              | The Battle for Everything |
| 2004                                                        | The Devil in the Wishing Well                | —          | 23         | —          | —          | —          | —          | —          | —          | —          | —          | —                           | The Battle for Everything |
| 2004                                                        | Silent Night                                 | —          | —          | 2          | —          | —          | —          | —          | —          | —          | —          | —                           | The Battle for Everything |
| 2005                                                        | If God Made You                              | —          | —          | 20         | —          | —          | —          | —          | —          | —          | —          | —                           | The Battle for Everything |
| 2006                                                        | The Riddle                                   | 40         | 8          | 4          | —          | —          | —          | —          | —          | —          | —          | —                           | Two Lights                |
| 2006                                                        | World                                        | —          | 14         | —          | —          | —          | —          | —          | —          | —          | —          | —                           | Two Lights                |
| 2007                                                        | I Just Love You                              | —          | —          | 24         | —          | —          | —          | —          | —          | —          | —          | —                           | Two Lights                |
| 2009                                                        | Chances                                      | 83         | 14         | 8          | —          | —          | —          | —          | —          | —          | —          | —                           | Slice                     |
| 2010                                                        | Slice                                        | —          | 33         | 11         | —          | —          | —          | —          | —          | —          | —          | —                           | Slice                     |
| 2013                                                        | What If                                      | —          | 29         | 28         | —          | —          | —          | —          | —          | —          | —          | —                           | Bookmarks                 |
| 2016                                                        | Born to Win                                  | —          | —          | —          | —          | —          | —          | —          | —          | —          | —          | —                           | Nem jelent meg albumon    |
| 2017                                                        | Christmas Where You Are (feat. Jim Brickman) | —          | —          | 11         | —          | —          | —          | —          | —          | —          | —          | —                           | Christmas Under the Stars |
| 2018                                                        | Song for the Innocents                       | —          | —          | —          | —          | —          | —          | —          | —          | —          | —          | —                           | Nem jelentek meg albumon  |
| 2021                                                        | Blood on My Hands                            | —          | —          | —          | —          | —          | —          | —          | —          | —          | —          | —                           | Nem jelentek meg albumon  |
| 2022                                                        | Can One Man Save the World?                  | —          | —          | —          | —          | —          | —          | —          | —          | —          | —          | —                           | Nem jelentek meg albumon  |
| 2024                                                        | OK                                           | —          | —          | —          | —          | —          | —          | —          | —          | —          | —          | —                           | Nem jelentek meg albumon  |
| "—" nem szerepelt listán, vagy nem jelent meg az országban. |                                              |            |            |            |            |            |            |            |            |            |            |                             |                           |

### Videóklipek
| Év   | Videó                         | Rendező               |
| ---- | ----------------------------- | --------------------- |
| 2001 | Superman (It's Not Easy)      | Ramaa Mosley          |
| 2002 | Easy Tonight                  | Nancy Bardawil        |
| 2004 | 100 Years                     | Trey Fanjoy           |
| 2004 | The Devil in the Wishing Well | Elliott Lester        |
| 2006 | The Riddle                    | Vem                   |
| 2006 | World                         | Todd Strauss-Schulson |
| 2009 | Chances                       | Steven Drypolcher     |
| 2013 | What If                       | Roman White           |
| 2022 | Can One Man Save the World?   | Hollywood Heard       |
| 2024 | OK                            | ?                     |

## Fordítás
Ez a szócikk részben vagy egészben  a   Five for Fighting című angol Wikipédia-szócikk fordításán alapul.  Az eredeti cikk szerkesztőit annak laptörténete sorolja fel. Ez a jelzés csupán a megfogalmazás eredetét és a szerzői jogokat jelzi, nem szolgál a cikkben szereplő információk forrásmegjelöléseként.